# День радио (спектакль)

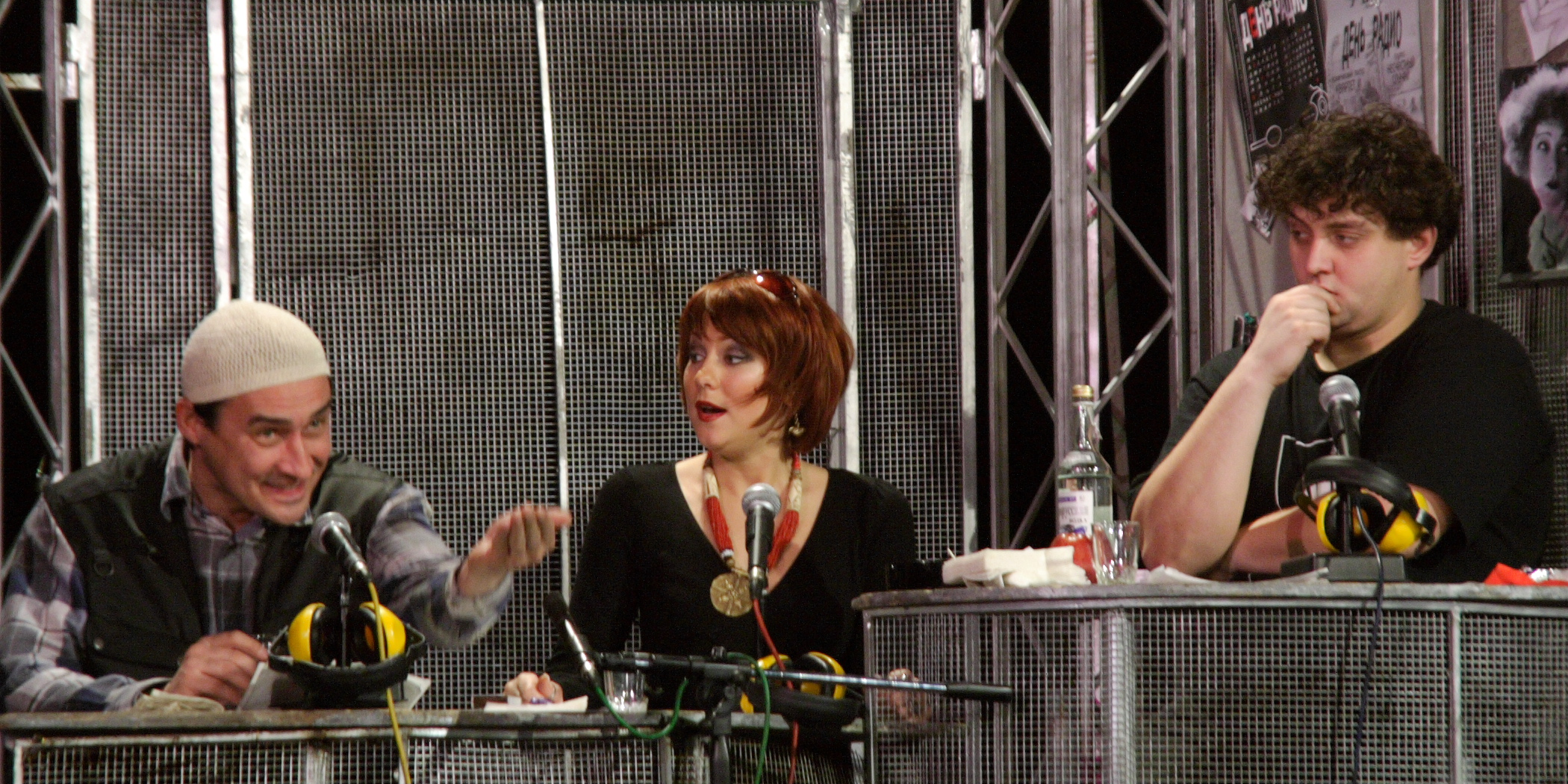

«День ра́дио» — музыкальный спектакль. Основные роли исполняют артисты «Квартета И» и музыкальной группы «Несчастный случай» либо «Бобры».
Премьера спектакля состоялась 24 марта 2001 года. Телевизионная версия спектакля выпущена в качестве фильма телекомпанией «Зоголь-ТВ» и 6 мая 2003 года была показана каналом РТР. В 2004 году спектакль выпущен на DVD. Продолжительность DVD-версии — 137 минут.
Песни из спектакля и чередующие их отдельные диалоги входят в альбом группы «Несчастный случай» «День радио» (2002). 19 марта 2008 года состоялась премьера экранизации «День радио» по мотивам спектакля.

## Сюжет
Один вечер из жизни вымышленной радиостанции «Как бы радио», в прямом эфире которой проходит марафон в защиту редких животных. Тема рождается спонтанно: за 10 минут до начала программы выясняется, что уже подготовленную тему выпускать в эфир нельзя — её перехватили конкуренты и начали марафон на своей волне чуть ранее. Прошерстив ленты новостных агентств, сотрудники радиостанции не находят ничего лучше, чем раздуть незначительное событие (авария на небольшом судне с плавучим цирком) до масштабов международной катастрофы (крушение судна с огромным зоопарком, состоящим из редких и исчезающих животных). На эту высосанную из пальца тему и начинается марафон при участии музыкальных групп всех направлений, начиная хард-роком и заканчивая блатным романсом. Также сотрудники «Как бы радио» вынуждены выкручиваться, своими силами решая неожиданные проблемы, которые возникают в течение всего их марафона.

## «Как бы радио»
Радиостанция «Как бы радио» в спектакле имеет много общего с реальной московской радиостанцией «Наше радио». Роль директора «Как бы радио» играет основатель «Нашего радио» Михаил Козырев. В эфире обеих радиостанций звучит только музыка исполнителей из России и стран бывшего СССР. В DVD-версии используются заставки и музыкальные джинглы «Как бы радио», похожие на логотип и джинглы «Нашего радио».

## Песни, звучащие в спектакле
Все звучащие в спектакле музыкальные номера были сочинены группой «Несчастный случай».
 Список композиций (в порядке исполнения в спектакле):
- панк-группа «Барон Тузенбах» — «Челло-брателло» (фанк),
- группа «Джон и катапульты» — «48 часов» (блюз),
- группа «Черри Пашки» — «Учительница первая моя» (поп-музыка под фонограмму),
- группа «Поляна квасова» — «Що ж вони роблять» (украинский фолк),
- группа «Лиловый пурпурпур» — «Садо-мазо» (арт-рок / фрик-кабаре),
- дуэт некоммерческой песни «Двое против ветра» — «Снежинка» (бардовская песня),
- женская команда «Кошки академика Павлова» — «Белочка» (поп-рок),
- группа «Железный дровосек» — «Чёрный Ленин» (хэви-метал),
- ресторанные музыканты с песней Эдика Жданова «Ночной ларёк» (русский шансон),
- группа «Несчастный случай» — «Радио» (джаз)
- группа «Несчастный случай» — «Если б не было тебя»

Также в спектакле исполняется отрывок из песни группы «Чайф» «Никто не услышит (Ой-йо)». В качестве фоновой заставки используется песня «Crash!» группы Propellerheads, а также композиция «Krupa» группы Apollo 440.
С 15 октября 2006 года в спектакле принимает участие группа «Бобры», замещая «Несчастный случай» в отдельных постановках. С конца 2023 года «Несчастный случай» не участвует в спектакле.

## В ролях

### Сотрудники «Как бы радио»
- Михаил Козырев, Михаил Полицеймако — Миша (Михаил Натанович), продюсер «Как бы радио»;
- Александр Демидов — Саша, администратор;
- Леонид Барац — Лёша, диджей;
- Камиль Ларин — Камиль, техник аппаратно-студийного комплекса;
- Ростислав Хаит — Слава, диджей;
- Анна Касаткина, Анастасия Сапожникова — Аня / Настя, секретарша;
- Нонна Гришаева, Ксения Энтелис, Ольга Кузина — красотка Но́нна / Ксюша Плюшевая / кузи́на Ольга, диджей;
- Михаил Полицеймако, Максим Виторган, Дмитрий Марьянов — диджей Макс / диджей Дим.

### Гости «Как бы радио»
- Дмитрий Певцов, Николай Фоменко, Павел Майков (в составе с группой «Бобры»).

#### Группа «Несчастный случай»
- Алексей Кортнев;
- Павел Гонин;
- Роман Мамаев;
- Павел Мордюков — Павлик, музыкант, друг Нонны / Ксюши / Оли;
- Сергей Чекрыжов;
- Павел Черемисин;
- Дмитрий Чувелёв.

#### Группа «Бобры»
- Владимир Колпаков;
- Майкл Безыменский;
- Тарас Рочняк;
- Андрей Камышин;
- Сергей Новиков;
- Евгений Сухотин.

#### Приглашенные музыканты
- Максим Лихачев — тромбон;
- Александр Дитковский — труба;

### На сцене не появляются
В спектакле звучат голоса актёров:
- Алексей Булдаков — дядя Лёша;
- Эммануил Виторган — Эмману́ил Гедео́нович, владелец радиостанции;
- Лолита Милявская — Наталья Константиновна, спутница Эммануила Гедеоновича;
- Клара Новикова — мама Миши;
- Ксения Стриж — Ксения Стриж;
- Николай Фоменко — Коля из Петропавловска;
- Владимир Шахрин и группа «Чайф».

## Другие постановки
В Омском Драматическом лицейском театре поставлен одноимённый спектакль по тому же сценарию, премьера состоялась 07.10.2011.